# グアイマス
グアイマス（Guaymas）は、メキシコのソノラ州にある基礎自治体（ムニシピオ）である。その筆頭市はグアイマス・デ・サラゴサが正式名称だが、単にグアイマスとも呼ばれる。カリフォルニア湾に面したソノラ州の主要な港町で、州都エルモシージョから約117キロメートル南に位置する。

## 概要
グアイマスはソノラ州南西部に位置する。土地は大部分が平坦で、標高は15メートルである。南西部はカリフォルニア湾に面し、海岸線の流さは175キロメートルに達する。ムニシピオの面積は12,206.18平方キロメートルである。
気候は非常に暑くて乾燥しており、月平均気温は1-2月で摂氏18度、7-8月で摂氏31度である。主要な植物はメスキートである。
グアイマスの港からは主に銅、硫酸、および後背地で栽培される小麦、木綿、果物、野菜などが輸出される。かつては漁業が盛んだったが、乱獲およびコロラド川からの淡水の欠乏によって漁獲量が減少した。かわりにリゾート地としての開発が北部のサン・カルロスを中心に行われている。

## 交通
エルモシージョやシウダ・オブレゴンとの間を連邦ハイウェイ15号 (Mexican Federal Highway 15) が走っている。
グアイマス国際空港がある。フェリーはバハ・カリフォルニア州サンタ・ロサリータとの間を結んでいる。

## 歴史
スペイン人の到達以前にこの地にはヤキ族が住んでいた。セリ族も住んでいたが、19世紀ごろに滅亡した。1617年以降、カトリックの宣教師がいくつかのミッションを設立した。1701年にエウセビオ・キノとフアン・マリア・デ・サルバティエラがサン・ホセ・デ・グアイマスのミッションを設立したが、その後放棄された。1767年にヌエバ・エスパーニャ副王カルロス・フランシスコ・デ・クロワはソノラ探検の目的でグアイマスの再設立を命じた。
グアイマスの町は1769年に設立された。メキシコ独立戦争後の1825年にムニシピオとされた。
米墨戦争、ウィリアム・ウォーカーの探検、フランス介入戦争、メキシコ革命においてグアイマスはいずれも戦略的に重要な位置にあった。1854年、グアイマスを占領しようとしたフランスのフィリバスターであるGaston de Raousset-Boulbonをホセ・マリア・ヤニェス (José María Yáñez) が撃退した。フランス介入戦争では1865年から1866年にかけてフランスに占領された。

## 姉妹都市
- アメリカ合衆国 エル・セグンド (カリフォルニア州)（英語版）[3]
- アメリカ合衆国 メサ (アリゾナ州)[3]

## 著名な出身者
- アドルフォ・デ・ラ・ウエルタ - メキシコの臨時大統領。
- プルタルコ・エリアス・カリェス - メキシコの大統領。
- アベラルド・ロドリゲス（英語版） - メキシコの大統領。
- ホセ・マリア・マイトレナ (es:José Maria Maytorena)  - メキシコの軍人。